# Brachypremna pictiventris
Brachypremna pictiventris is een tweevleugelige uit de familie langpootmuggen (Tipulidae). De soort komt voor in het Neotropisch gebied.